# Хитатияма Таниэмон
Хитатияма Таниэмон (яп. 常陸山 谷右エ門, наст. имя Итигэ Тани (яп. 市毛 谷); 19 января 1874, г. Мито — 19 июня 1922, р-н Сумида, Токио) — выдающийся японский боец сумо в начале XX века, 19-й ёкодзуна.
Хитатияма Таниэмон родился в самурайской семье вассала даймё в Мито, приверженца сёгуната Токугава. Начал свою карьеру сумоиста в январе 1891 года борцом в хэя Дэваноуми и достиг звания ёкодзуны в июне 1903 года. С августа 1907 по март 1908 года Хитатияма Таниэмон вместе с группой учеников провёл в США где, кроме всего прочего, организовал показательные выступления в Белом доме для президента Теодора Рузвельта. После окончания американского турне трое борцов из этой команды пожелали остаться в США. Хитатияма продолжал успешно выступать ещё несколько лет, пока в мае 1914 года не покинул борцовский ринг. Затем он возглавляет свою хэя Дэваноуми.
Хитатияма Таниэмон был руководителем и воспитателем другого знаменитого сумоиста, Татигиямы Мории.
Находясь в своей лучшей спортивной форме, Хатитияма Таниэмон был 1,75 метра ростом и весом в 146 килограммов.